# پیرچشمی
پیر چشمی (به انگلیسی: Presbyopia) دوربینی و اختلال دید بر اثر بالا رفتن سن است که در آن با از دست رفتن تدریجی خاصیت ارتجاعی عدسی چشم، قدرت تطابق کم خواهد شد.
بخشی از روند طبیعی افزایش سن می‌باشد و در هنگامی که عدسی چشم قابلیت انعطاف خود را به تدریج از دست می‌دهد، اتفاق می‌افتد. معمولاً این حالت در حدود سن ۴۵–۴۰ سالگی شروع می‌شود. در نتیجه افراد با دید طبیعی (بدون ضعف چشم) احتیاج به عینک مطالعه پیدا می‌کنند و افراد نزدیک‌بین یا دوربین احتیاج به دو عینک یکی برای دور و یکی برای نزدیک یا عینک دو دید پیدا می‌کنند. یک مزیت نزدیک‌بینی کمتر از ۳ دیوپتر این است که این افراد بعد از شروع پیرچشمی می‌توانند عینک دور خود را بردارند و قادر به خواندن بدون عینک باشند. بعد از انجام لیزر برای اصلاح نزدیک‌بینی، این توانایی از دست خواهد رفت زیرا این افراد همانند سایر افراد طبیعی نیاز به عینک مطالعه خواهند داشت. اما افراد با نزدیک‌بینی متوسط و شدید پس از شروع پیرچشمی علاوه بر عینک دور نیاز به عینک مطالعه هم خواهند داشت و در واقع مزیتی نسبت به افراد طبیعی ندارند. لیزر تأثیری بر روی قدرت متمرکزکننده عدسی چشم نداشته و بنابراین نمی‌تواند پیرچشمی را درمان کند.

## درمان پیرچشمی با تکنیک کمرا Kamra
پیشرفت فناوری، هم در بخش لیزرهای چشم پزشکی و هم در تولید بیومتریال‌های دقیق و کاملاً سازگار با بدن، به همراه نیاز مبرم به ارائهٔ روش درمانی کامل تر در پیرچشمی، به تولد تکنیک و محصولی به نام کمرا انجامید.
کمرا یک درون‌کاشت (inlay) مؤثر و ایمن است که کمتر از یک دهه پیش به عرصه چشم پزشکی وارد شد و پس از نتایج مثبت و سربلند بیرون آمدن از آزمون‌های مختلف، هم‌اکنون در اتحادیه اروپا شمالی (CE) و شرق آسیا و برخی کشورهای آمریکای وارد مراحل درمانی شده.
بتازگی محققان دانشگاه لیدز انگلیس روشی را کشف کردند که افراد مبتلا به پیرچشمی را از عینک بی‌نیاز می‌کند. در این روش، از مواد استفاده شده در صفحه نمایش‌های کریستال مایع (LCD) استفاده می‌شود. با استفاده از این مواد، عدسی‌های مصنوعی تولید می‌شود که با حرکت ماهیچه‌های اطراف عدسی طبیعی چشم، به‌طور خودکار متمرکز می‌شوند و مشکلات مربوط به عدسی مانند پیرچشمی و آب مروارید را حل می‌کنند.